# Paragia nasuta
Paragia nasuta är en stekelart som beskrevs av Smith 1868. Paragia nasuta ingår i släktet Paragia och familjen Masaridae. Inga underarter finns listade i Catalogue of Life.